# Терроризм в Казахстане
Терроризм в Казахстане — террористические акты, совершённые в Казахстане.
Угроза терроризма в Казахстане играет всё более важную роль в отношениях с США, которая в 2006 году была на рекордно высоком уровне. Казахстан занял место Узбекистана в качестве предпочтительного партнера в Центральной Азии как для России, так и для США. Благодаря усилиям Казахстана по борьбе с терроризмом страна заняла 94-е место среди 130 стран в Глобальном индексе терроризма 2016 года, опубликованном Институтом экономики и мира. Чем выше позиция в рейтинге, тем больше влияние терроризма на страну. 94-е место Казахстана помещает его в группу стран с наименьшим влиянием терроризма.

## Салафитский джихадизм
В 2016 году салафитские джихадисты устроили теракт в Актобе. Про это рассказал сам президент Казахстана Нурсултан Назарбаев во время выступления 8 июня сообщил, что теракт организован приверженцами радикальных псевдорелигиозных течений, инструкции они получили из-за рубежа. Позже он уточнил, что террористы являются сторонниками нетрадиционного течения салафизм. Салафизм в Казахстане имеет по свидетельству бывшего главного имама Мангистауской области Дуйсена Хасниязова, появились в этой области в 1994 году. В 1994—2006 годах салафизм получил наибольшее распространение в Мангистауской, Атырауской и Актюбинской областях. Именно западные регионы страны считаются наиболее подверженными влиянию салафизма. По мнению Серика Караманова (прокурор ЗКО в 2012—2016 годах), это обусловлено близким расположением Западного Казахстана к кавказским регионам Российской Федерации и развитой трудовой миграцией в связи с добычей нефти и газа.
В 2011 году произошли первые теракты в истории современного Казахстана. В последующие годы имели место ещё несколько инцидентов подобного рода. По словам председатель КНБ РК Владимира Жумаканова, почти все эти события в той или иной мере связаны с салафитами.
После множества инцидентов вновь была поднята тема законодательного запрета салафизма на территории Казахстана. Комитет по делам религий Министерства культуры и спорта РК не исключил, что салафизм может постичь судьба таких запрещённых в стране организаций, как «Хизб ут-Тахрир», «Джамаат Таблиг» и «ат-Такфир ва-ль-Хиджра».
В 2013 году Комитет национальной безопасности объявил, что в Казахстане насчитывается 24 «радикальных салафитских общин» с 495 членами. В 2016 году председатель Комитета по делам религий Министерства культуры и спорта Галым Шойкин рассказал, что в стране насчитывается около 15 тыс. приверженцев салафизма. По мнению политолога Талгата Мамыраимова, салафиты составляют примерно 5—10 % от числа практикующих мусульман Казахстана. 
В 2017 году заместитель председателя Комитета национальной безопасности Нургали Билисбеков на заседании Правительства назвал салафитов «основой для формирования новых радикальных групп» и «социальной базы для распространения экстремистской идеологии». По его словам, за годы реализации программы по противодействию экстремизму и терроризму адресной профилактикой охвачено 90,7 % последователей «нетрадиционных течений». 

## Список терактов и антитеррористических операций

### 2000
- 24 сентября уйгурские террористы организовали убийство двух полицейских в городе Алма-Ата.
- 28 сентября спецподразделение МВД РК «Сункар» в ходе ночной операции ликвидировала всю тербанду уйгурских боевиков, состоявшую из четырех человек. Сами правоохранительные силы потеряли 6 человек ранеными[12].

### 2011
- 17 мая террорист-смертник взорвал себя в здании КНБ города Актобе[13]. Нападавший — Рахимжан Махатов — погиб, ранены три человека. Генеральная прокуратура Казахстана данный факт не считает терактом, обосновывая тем, что Макатов Рахимжан 1986 года рождения совершил самоподрыв с целью уклониться от ответственности за совершение ряда преступлений в составе ОПГ[14].
- 1 июля в Темирском районе Актюбинской области проведена спецоперация против вооруженной группировки, от рук которой погибли двое полицейских и ещё несколько ранены[15][16]. 8 июля было убито девять террористов.
- 31 октября в городе Атырау прогремели два взрыва[17]. Первый во дворе жилого дома в мусорном баке, а спустя буквально несколько минут в микрорайоне Сары-Арка неизвестный мужчина произвел самоподрыв и погиб на месте. Генеральная прокуратура Казахстана возбудила два уголовных дела по статье «терроризм». Ответственность за взрывы в Атырау взяла на себя группировка «Солдаты халифата».
- 12 ноября, в Таразе (Жамбылская область) гражданином Кариевым Максатом Кошкинбаевичем, 1977 года рождения, являющимся приверженцем джихадизма, совершен ряд особо тяжких преступлений, повлекших гибель семи человек, в том числе пяти сотрудников правоохранительных органов. Кроме того, ранено три сотрудника органов внутренних дел[18].

В своем заявлении группировка вновь выступила против закона о религии, принятого в Казахстане в октябре 2011 года. «Солдаты» также осудили «предпринятую против мусульман волну арестов» и обвинили республику в отсутствии «политического и исторического сознания».
Стоит отметить, что 24 октября «Солдаты Халифата» угрожали Казахстану актами насилия в случае, если правительство не откажется от закона о религии. Позже группировка взяла на себя ответственность за взрывы в Атырау. 9 ноября лидер исламистской организации «Джунд аль-Халифат» («Солдаты Халифата») Равиль Кусаинов (Rawil Kusaynov) дал интервью журналистам Minbar Media Project, в котором вновь прозвучали угрозы в адрес Казахстана.
- 3 декабря 2011 года в поселке Боролдай Алматинской области была ликвидирована террористическая группа в составе пяти человек. В ходе операции погибли два сотрудника спецподразделения Арыстан[20]

### 2012
- Массовое убийство в Иле-Алатауском национальном парке — убийство 12 человек. 13-14 августа на территории Или-Алатауского национального парка в Алматинской области были обнаружены убитыми 11 человек.
- 5 сентября в Атырау прогремел взрыв. Погиб один человек.[21]
- 12 сентября. Контртеррористическая операция Кульсары, Атырауская область[22]. 5 террористов убиты, 1 ранен.[23]
- 15 сентября. Теракт в УВД Атырау, Атырауская область. Ранены 2 полицейских.
- 20 сентября. Контртеррористическая операция в п. Коктем, Атырауская область. Убиты 4 террориста

### 2016
- 5 июня. Теракт в Актобе. Погибло 25 человек (4 гражданских, 3 военных, 18 террористов) [24].
- 18 июля. Теракт в Алма-Ате. Нападение на здание Алмалинского РУВД. Преступник ранил полицейского и скрылся с его оружием. В ходе операции по задержанию стрелка погибли трое полицейских и один мирный житель, а позже скончались ещё два сотрудника правоохранительных органов. Были ранены восемь человек. Террориста и его предполагаемого сообщника задержали.